# Bai
 Ovo je glavno značenje pojma Bai. Za druga značenja pogledajte Bai (razdvojba).
Bai (Pai), narod istoimene skupine tibetsko-burmanske etnolingvističke porodice. Bai ili Pai naseljeni su u središnjem Yunnanu, Kina, gdje ih oko 1,500,000 (1990) živi u prefekturi Dali, i preko 120,000 u provinciji Guizhou. Manji broj Baija živi i u Sichuanu i Hunanu.
Bai, što na kineskom znači  'bijeli' , sami sebe nazivaju "Bozi," "Baihu," ili "Baizi." Naziv  'bijeli'  ili Baimen,  "bijeli ljudi," dobili su po tome što su nosili na sebi bijele ovčja krzna.  
Bai su prvenstveno uzgajivači riže u krajevima sve od gornjeg toka rijeke Yangtze pa do jezera Erh Hai. Svoje kuće gradili su visoko u planinama poznatim po prekrasnim jezerima i smaragdno-zelenim dolinama. Uz poljodjelstvo bave se i lovom i ribolovom, a njihovu hranu sačinjava riža, povrće, voće, riba, svinjetina i žitarice. čaj je omiljeno piće (dobro poznata ceremonija sandao tea)
Bai su živjeli samostalno više od 1000 godina, sve do 13. stoljeća, kad su ovu samostalnost presjekle kineske carske trupe pobivši njihovo plemstvo i aneksirajući njihovu zemlju Kini. 
Bai danas govore 3 jezika: južni bai 400,000 (2003) u provincijama Dali i Xiangyun s dva dijalekta. Središnji bai 800,000 (2003) u Jianchuanu, Heqing, Lanpingu, Eryuanu i Yunlongu. Sjeverni bai 40,000 (2003) govori se u Nujiangu i Lanpingu. Sve tri jezične skupine Bai čine dijelove Bai nacionalnosti
Kulturi Baia pripadala je i umjetnost tehnike batika, no danas nose tvorničku odjeću, pa je zapuštena. Po vjeri su budisti, daoisti i politeisti.

## Vanjske poveznice
- Bai Nationality  Arhivirana inačica izvorne stranice od 30. svibnja 2008. (Wayback Machine)